# Associations horlogères

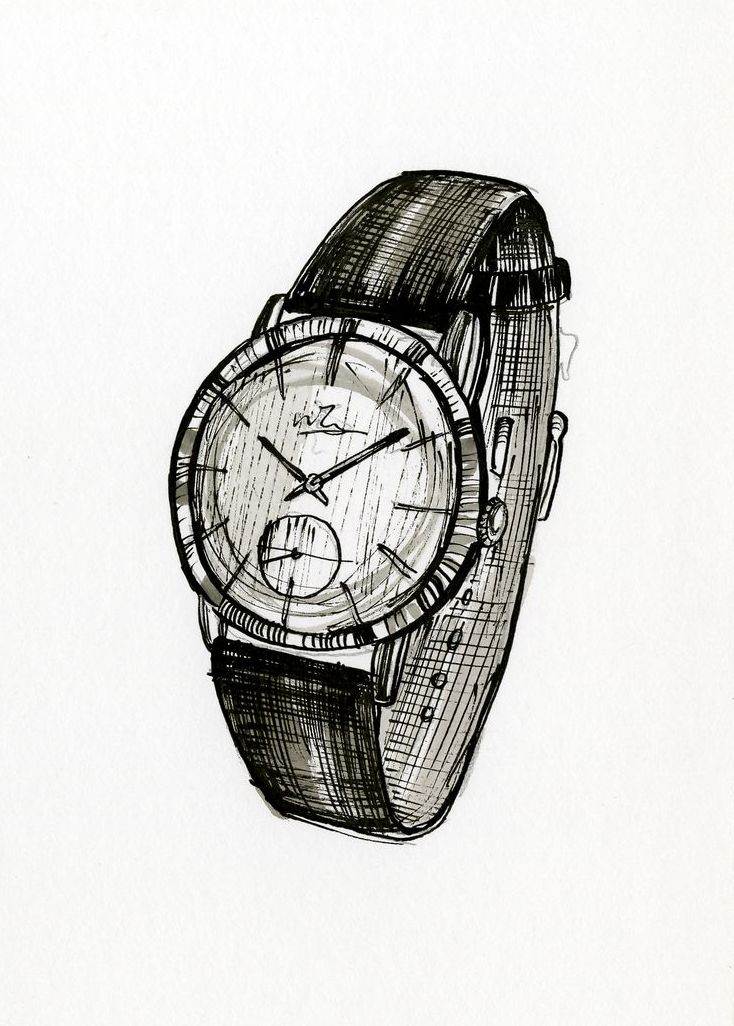

Les associations horlogères sont des groupements d'intérêts, à but non lucratif, qui représentent les intérêts de leurs membres, voire l'intérêt général du public intéressé par l'horlogerie.

## Associations horlogères suisses

### Fédération de l'industrie horlogère Suisse FH
La Fédération de l'industrie horlogère Suisse FH est l'association horlogère faîtière qui représente les intérêts de ses membres marques de montres établisseurs ou manufactures ou des parties constituantes d'horlogerie, ainsi que l'intérêt général

#### Filiales FH
- Federation of the Swiss Watch Industry FH (Hong Kong)
- FH Promotion Ltd. (Hong Kong)
- Federation of the Swiss Watch Industry FH (Japan)

#### Associations patronales affiliées
- AFDT - association des fabricants de décolletages et de taillages
- AMS - formation en conseiller de vente en horlogerie
- ASHB - Association suisse des magasins spécialisés en horlogerie et bijouterie
- Convention patronale de l'industrie horlogère suisse
- USH-APIC - Association patronale suisse des industries microtechniques et de l'habillage horloger
- VdU - Verband deutschschweizerischer Uhrenfabrikanten

#### Associations publiques affiliées
- Economiesuisse - The Swiss Business Federation
- OSEC Business Network Switzerland

#### Associations à vocation techniques et qualitatives affiliées
- Chronometrophilia
- Centredoc - courtier en information
- Fondation Qualité Fleurier
- FSRM - fondation suisse pour la recherche en microtechnologie
- Infosuisse - information horlogère et industrielle
- COSC - Contrôle officiel suisse des chronomètres
- Fondation de la haute horlogerie
- SSC - Société suisse de chronométrie
- AQC - Association pour l'assurance qualité des fabricants de bracelets cuirs

#### Écoles d’horlogeries affiliées
- WOSTEP - Watchmakers of Switzerland Training and Educational Program

#### Musées affiliés
- Musée d'horlogerie du Locle (Château des Monts)
- MIH - Musée international d'horlogerie

#### Salons d’horlogerie affiliés
- Baselworld
- Watches and Wonders
- EPHJ - Salon de l’environnement professionnel horlogerie-joaillerie

## Autres Associations horlogères

### Allemagne
- Deutsche Gesellschaft fuer Chronometrie e.V.

### France
- Fédération de l'horlogerie
- CFHM - Chambre française de l'horlogerie et des microtechniques
- SFMC - Société française des microtechniques et de chronométrie
- Association française des amateurs d'horlogerie ancienne[1]
- Association horlogerie comtoise[2]
- Association nationale des collectionneurs et amateurs d'horlogerie ancienne et d'art.

### Royaume-Uni
- BHI - British Horological Institute
- BHF - British Horological Federation
- The Antiquarian Horological Society

### Nouvelle-Zélande
- Jewellers & Watchmakers of New Zealand Inc.[3]

### États-Unis
- AWI - American Watchmakers-Clockmakers Institute[4]
- JA - Jewelers of America[5]
- National Association of Watch & Clocks Collectors[6]